# Fuencalderas
Fuencalderas es una localidad de la comunidad autónoma de Aragón, en España, provincia de Zaragoza, en la comarca de las Cinco Villas. Actualmente, una entidad local menor del municipio de Biel.
Fue municipio independiente hasta 1975, en que se fusionó con el de Biel, dando lugar al municipio de Biel-Fuencalderas.  En 1996, Fuencalderas pasó a constituirse en entidad local menor  dentro de este municipio.  Finalmente, en 1998, el municipio producto de la fusión de los dos antiguos municipios, cambió su nombre por el de Biel.

## Situación
El término municipal de Fuencalderas está situado en el nordeste de la comarca aragonesa de las Cinco Villas. Se extiende en la vertiente sur de la sierra de Santo Domingo, la cual forma parte de las sierras prepirenaícas, en una zona situada entre las subcuencas de los ríos Gállego, al este, y Arba de Biel, al oeste. Tiene una extensión de 36,5 km² y linda con los siguientes municipios:
- Al norte con Las Peñas de Riglos (antiguo municipio de Salinas de Jaca).
- Al este con Agüero (localidad de San Felices)
- Al sur y oeste con Biel

Por tanto, Fuencalderas limita por el norte y el este con municipios de la comarca de la Hoya de Huesca/Plana de Uesca, de la subcomarca de la Galliguera.
El casco urbano se encuentra a 842 metros de altitud, situándose su término entre los 650 metros sobre el nivel del mar del "Chabastre" (al SE del término) y los 1.329 de "A Ralla d'as Pauletas" (al N).
El núcleo urbano de Fuencalderas se sitúa aproximadamente en el punto kilométrico 26 de la carretera A-1202, la cual transcurre de este a oeste, desde Ayerbe, en la comarca de la Hoya de Huesca, a Sádaba, en las Cinco Villas. A través de esta carretera Fuencalderas dista, por el este, 18 km de Santolaria y 26 km de Ayerbe, y por el oeste, 6 km de Biel, 21 km de Luesia, 33 km de Uncastillo y 49 km de Sádaba.

## Etimología del nombre
El nombre de Fuencalderas parece tener origen románico, fontes caldarias.
En los documentos escritos encontrados, el primer nombre de Font Calderas fue derivando en Fuent Calderas y Fuen Calderas, los cuales se escribieron indistintamente tanto con las dos palabras separadas como juntas.  A partir de 1748 se escribe definitivamente Fuencalderas.

## Medio natural
Destaca especialmente todo su entorno natural. La amplia diferencia de cotas de su término municipal hace que exista una gran diversidad forestal de hayas (con ejemplares centenarios), acebos, robles, pinos, encinas, bojes y acebos.  La fauna es variada y comprende, entre otras, las especies de jabalíes, ciervos, corzos y zorros.
La zona norte de su monte forma parte de los declarados Zona de Especial Protección para las Aves (ZEPA) y Lugar de Importancia Comunitaria (LIC) de la Sierra de Santo Domingo y Caballera en la Red Natura 2000 de la Unión Europea (códigos ES0000287 y ES2410064), para la conservación de diversas aves protegidas y la protección de hábitats, respectivamente. La comarca de las Cinco Villas y los Ayuntamientos de Luesia, Longás y Biel están trabajando conjuntamente para que la Dirección General de Desarrollo Sostenible del Gobierno de Aragón admita la solicitud de declaración de la sierra de Santo Domingo como paisaje protegido.
En general, el término municipal de Fuencalderas es montañoso, con la presencia de numerosos cauces de agua en forma de barrancos poco caudalosos.  Estos vierten sus aguas en el río Cervera ("barranco Cervera"), que recorre el municipio de norte a sur, desembocando en el río Arba de Biel, dentro del municipio de El Frago, y en el "barranco" de los Bergales, en la parte este del municipio, que en su recorrido por San Felices y el municipio de Agüero pasa a formar el río Subién, afluente del río Gállego.  La vertiente norte del municipio vierte sus aguas, ya fuera del municipio, en el río Asabón, afluente del Gállego.
Además, en su término hay accidentes geomorfológicos singulares como "O Salto" y "O Terreno Blanco"; restos arqueológicos; restos de la vida rural pasada tales como corrales, señales, etc; lugares legendarios como "Pierrondán" (supuesta huella del pie de Roldán); paisajes como el Puente del Diablo, las peñas de Collas (en estas, en el límite con Biel, se encuentra la chimenea de hadas "A Peña Sola de Collas") y de los Ferretes, la cueva del Caloyo, el Fayar y vistas de los Mallos de Riglos y Mallos o Rocas de Agüero.  En su término también se encuentran los puntos culminantes de "A Ralla d'as Pauletas" (1.329 m), la Punta de los Tres Obispos (1.233 m) (en el límite de términos de Las Peñas de Riglos, Agüero y Fuencalderas) y la Punta de Plandemicas (1.199 m), y numerosas fuentes.

## Historia
La historia de Fuencalderas se desarrolla dentro de la historia del Reino de Aragón y, posteriormente, de la de España.
La reconquista del lugar por los reyes de Pamplona se produjo en el siglo X.  A raíz de la reconquista se construyó una torre de defensa en el lugar denominado el Pacatorre, a cuyo amparo se supone que comenzó a formarse Fuencalderas.
Aunque según alguna referencia el nombre de Fonte Calderas podría aparecer en 1137 en una donación realizada por el rey aragonés Ramiro II "El Monje", la mayoría de historiadores indican que la primera referencia documental de Fuencalderas no aparece hasta los siglos XV o XVI, y que el origen de Fuencalderas tuvo relación con la historia de Liso (o "Eliso"), una antigua población que se encontraba al norte, dentro del actual término de Fuencalderas.  Liso/Eliso pudo tener origen romano y es mencionado en distintos documentos a partir del año 938.  En el año 944 estaba ocupado por los cristianos ya que en un documento de ese año el rey de Pamplona (y conde de Aragón) García Sánchez I confirma el pago de diezmos por parte de Eliso al monasterio de Leire. Se ha especulado sobre si esta localidad fue reocupada por los musulmanes durante los años que mediaron entre el avance de Almanzor sobre tierras aragonesas del año 999 y la nueva reconquista de las mismas por el rey Sancho el Mayor de Navarra hacia el año 1016. En 1050 es mencionado en el testamento del rey Ramiro I de Aragón y en 1090 el rey Sancho Ramírez dona San Pedro de Liso al monasterio de San Juan de la Peña. Se conoce el nombre de distintos señores de Eliso entre los años 1081 a 1176, uno de los cuales, Frontín (hacia 1134 a 1166) tuvo cierta relevancia histórica. Está claro que durante los siglos X al XII Liso formó parte importante de la línea defensiva del Reino de Aragón en la zona, ya que disponía de un castillo fuerte, y que alcanzó el rango de “Villa de Liso”. En aquellos momentos, Fuencalderas debía de ser de tan escasa entidad que no aparece mencionado en documentos, aunque sí algunos antiguos poblamientos situados en su actual término como Artaso (mencionado en unas donaciones del rey Sancho Ramírez en 1066 y 1093), Coscollas (en otra donación de Sancho Ramírez en 1076) y Castillón (en la misma donación de 1093).  Con las conquistas realizadas por el rey Alfonso I El Batallador, entre las cuales está la reconquista definitiva de Ejea en
el año 1105, Liso/Eliso deja de estar en la frontera del reino. Liso es mencionado finalmente por el rey Jaime II de Aragón en 1304, en relación con los privilegios de venta de sal del Monasterio de San Juan de la Peña, y en un documento que indica que Fortunyo de Liso se encuentra presente en las Cortes del Reino de Aragón de 1371-1372 en Caspe-Alcañiz-Zaragoza. No obstante, parece que se produjo el declive de Liso durante los siglos XIII al XV, una vez que se había alejado de sus tierras la frontera militar de la reconquista, y que esto fue parejo a la consolidación progresiva de Fuencalderas, seguramente por estar situado en un terreno más favorable. Hacia el año 1530, se produce el traslado de la parroquia de Liso/Eliso a Fuencalderas.  Liso/Eliso quedó relegada a partir del siglo XV a una pardina habitada por unas pocas personas, y, a partir del siglo XVIII, solo en la actual ermita de San Miguel de Liso.
Fuencalderas perteneció a los sucesivos condes de Sástago, como al parecer también lo había sido anteriormente Liso, según documentos de los años 1593 y 1823.
La Guerra de Sucesión (1701-1713) tuvo especial incidencia en la comarca. Aunque Aragón, en general, y el conde de Sástago, en particular, optaron por la causa austracista, los principales municipios de las Cinco Villas, con excepción de Ejea, tomaron partido por el rey Felipe V, por lo que recibieron duros ataques de los ejércitos del archiduque Carlos de Austria. Se pagaron distintas fianzas en los años 1708 y 1709 con bienes del conde de Sástago situados en Fuencalderas.
Está documentado que durante la Guerra de la Independencia, las distintas tropas exigieron el pago de contribuciones en dinero y en especie. José Navarro Borges, natural de Fuencalderas, murió en el sitio de Zaragoza en 1809.
En las guerras carlistas hubo enfrentamientos de escasa importancia.
A finales del siglo XIX y principios del siglo XX se produce el mayor desarrollo económico y social de Fuencalderas, coincidiendo con el mayor desarrollo demográfico de la población (ver demografía). En 1905 se creó una caja rural fundada por el párroco de la población.
Tras el levantamiento militar del año 1936 finalmente liderado por el general Francisco Franco, el municipio fue controlado por elementos afines a la sublevación. Aunque el frente de guerra de la subsecuente guerra civil, a la que dio lugar, se mantuvo alejado del municipio, este episodio tuvo trágicas consecuencias para parte de la población, con asesinatos, desapariciones (como la del propio alcalde Valero Castán Izuel en los primeros días), aprehensiones (como la que tuvo lugar a mediados de diciembre de 1936), además de los que fallecieron en la contienda, y de exiliados.  Restos mortales de personas desaparecidas en Fuencalderas durante los meses siguientes , se han encontrando con el paso de los años en lugares tales como una fosa común en Jaca o una institución forense en Zaragoza.
Finalizada la Segunda Guerra Mundial, el Partido Comunista de España y otros organizaron una "guerrilla" en el interior de España que tuvo cierta actividad en los pueblos limítrofes con Fuencalderas.  Algunos autores sugieren que Mariano Navarro de Fuencalderas, que llegó a ser teniente del ejército que se mantuvo leal al gobierno durante la guerra civil, era el miembro de la mencionada guerrilla apodado "El Tuerto de Fuencalderas".
Fuencalderas fue hasta el año 1975 municipio independiente. Ese año, el Gobierno español, mediante el Decreto 1077/1975, procedió a la fusión del municipio de Fuencalderas con el limítrofe municipio de Biel, dando lugar a la creación del nuevo municipio de Biel-Fuencalderas, con la posterior supresión de su juzgado de paz.  No obstante, a finales de los años 70, con la llegada de la democracia, se desarrolló un movimiento ciudadano que tenía como objetivo la restitución del municipio diferenciado. Así, a finales de 1991 se crea la Asociación de Vecinos Liso de Fuencalderas que tiene como principal objetivo la segregación. El 3 de septiembre de 1993 se inició el expediente para la constitución de Fuencalderas como Entidad local de ámbito territorial inferior al municipio mediante petición escrita de la Asociación de Vecinos Liso, apoyada por la mayoría de los vecinos residentes en Fuencalderas, la cual obtiene, el 12 de noviembre de 1993, el acuerdo favorable del Pleno del Ayuntamiento de Biel-Fuencalderas .  Finalmente, el 28 de mayo de 1996, mediante el Decreto 100/1996, el Gobierno de Aragón aprueba la constitución del núcleo de Fuencalderas como Entidad local de ámbito inferior al municipal (Entidad Local Menor).
El 27 de mayo de 1997, la Junta Electoral Central establece, sobre la base de los partidos políticos que concurrieron a las últimas elecciones municipales (de 1995), que la Comisión Gestora de Fuencalderas este constituida por tres miembros, dos del PSOE y uno del PAR, que son nombrados, el 19 de noviembre de 1997, por la Diputación Provincial de Zaragoza. El 25 de octubre de 1997 se constituye la Comisión Gestora en presencia del entonces vicepresidente segundo de la Diputación Provincial de Zaragoza Gregorio Artal Molinos, de diputados provinciales de la comarca de las Cinco Villas, Javier Lambán y José A. Martínez, y del alcalde de Biel-Fuencalderas, José Luis Lasheras.
El 13 de junio de 1999, con las elecciones municipales de aquel año, Fuencalderas vuelve a elegir alcalde en proceso democrático, después de 65 años.
De acuerdo con la legislación aragonesa, Fuencalderas tiene competencias en materia de administración y aprovechamiento de su patrimonio, prestación de servicios básicos y elementales que le afecten directa y exclusivamente (obras en calles y caminos rurales, policía urbana y rural, actividades en la vía pública, alumbrado público, agua potable, alcantarillado y tratamiento adecuado de aguas residuales, limpieza viaria, recogida de basuras, actividades culturales y sociales), otorgamiento de licencias de obras previa aprobación del planeamiento y otras competencias delegadas por el municipio.
Dispone de alcalde propio, elegido directamente por sus habitantes.

## Geografía humana

### Demografía
| Gráfica de evolución demográfica de Fuencalderas entre 1842 y 1970 |
| |
| Población de derecho según los censos de población del INE Población de hecho según los censos de población del INEEntre el censo de 1981 y el anterior, este municipio desaparece porque se agrupa en el municipio 50901 (Biel Fuencalderas) |

| 1842 | 1857 (1) | 1860 (1) | 1877 | 1887 | 1897 | 1900 |
| ---- | -------- | -------- | ---- | ---- | ---- | ---- |
| 200  | 332      | 354      | 390  | 389  | 296  | 329  |

| 1910 | 1920 | 1930 | 1940 | 1950 | 1960 | 1970 |
| ---- | ---- | ---- | ---- | ---- | ---- | ---- |
| 378  | 350  | 341  | 297  | 216  | 183  | 102  |

| 1981 (2) | 1991 (2) |
| -------- | -------- |
| 284      | 226      |

| 2001 | 2002 | 2003 | 2004 | 2005 | 2006 | 2007 | 2008 | 2009 | 2010 | 2011 | 2012 | 2013 | 2014 | 2015 | 2016 | 2017 | 2018 | 2019 | 2020 | 2021 | 2022 |
| ---- | ---- | ---- | ---- | ---- | ---- | ---- | ---- | ---- | ---- | ---- | ---- | ---- | ---- | ---- | ---- | ---- | ---- | ---- | ---- | ---- | ---- |
| 58   | 58   | 48   | 46   | 42   | 43   | 41   | 42   | 39   | 37   | 27   | 31   | 31   | 27   | 26   | 23   | 20   | 17   | 24   | 21   | 27   | 28   |

Los datos se han extraído del Instituto Nacional de Estadística:
- 1: Población de derecho o residentes, salvo años 1857 y 1860 que se da la población de hecho.
- 2: Los datos entre 1981 y 2000 corresponden al conjunto del nuevo municipio resultante de la fusión de Biel y Fuencalderas. A partir de 2001 se dan los datos correspondientes solo a Fuencalderas.

## Administración

### Alcaldes
Los alcaldes de Fuencalderas, hasta 1975, del municipio y, desde 1997 (hasta 1999 como presidente de la Comisión Gestora) de la entidad local menor han sido los siguientes:
| Legislatura | Nombre                              | Grupo |  |
| ----------- | ----------------------------------- | ----- |  |
|             |                                     |       |  |
| 1933-1936   | Valero Castán Izuel                 |       |  |
| 1936-1975   |                                     |       |  |
| 1997-1999   | Francisco J. Javier Arbués Castillo | PSOE  |  |
| 1999-2003   | Francisco J. Javier Arbués Castillo | PSOE  |  |
| 2003-2007   | Francisco J. Javier Arbués Castillo | PSOE  |  |
| 2007-2011   | Francisco J. Javier Arbués Castillo | PSOE  |  |
| 2011-2015   | Francisco J. Javier Arbués Castillo | PSOE  |  |
| 2015-2019   | Carlos Arguis Bastarós              | PSOE  |  |
| 2019-2023   | Carlos Arguis Bastarós              | PSOE  |  |
| 2023-2027   |                                     |       |  |

### Resultados electorales
| Elecciones municipales |      |      |      |      |      |      |      |
| Partido                | 1999 | 2003 | 2007 | 2011 | 2015 | 2019 | 2023 |
| PSOE                   | 1    | 1    | 1    | 1    | 1    | 1    |      |
| PAR                    | -    |      | -    |      |      |      |      |
| PP                     |      |      | -    |      | -    |      |      |
| Total                  | 1    | 1    | 1    | 1    | 1    | 1    | 1    |

## Símbolos
Mediante el Decreto 168/2005 el Gobierno de Aragón autoriza al Ayuntamiento de Fuencalderas la adopción de los siguientes escudo y bandera municipales:
- Escudo: cuadrilongo de base redondeada, que trae, de azur, un quejigo arrancado de tres raigones, de oro; bordura de plata con tres calderas de sable, dos en los cantones del jefe, y la otra en el centro de la punta. Al timbre, Corona Real cerrada.

- Bandera: paño azul, de proporción 2/3, un quejigo amarillo y bordura blanca cargada, en los ángulos, de cuatro calderas negras.

## Administración religiosa
En el ámbito eclesiástico pertenece a la diócesis de Jaca, dentro del arciprestazgo de Erla-Uncastillo-(I), la cual, a su vez, forma parte jurídicamente de la archidiócesis de Pamplona, aunque está unida pastoralmente a la archidiócesis de Zaragoza.
Liso perteneció a la diócesis de Pamplona desde la reconquista hasta la constitución de Jaca como primera capital y obispado de Aragón, hacia 1080. En el periodo desde 1080 hasta 1203 estuvo en litigio entre las diócesis de Jaca (hasta 1096) y Huesca-Jaca (a partir de 1096), por un lado, y la diócesis de Pamplona, por otro lado. A partir de 1203 se reconoce su pertenencia a la diócesis de Huesca-Jaca. Al crearse en 1571 la diócesis de Jaca, la recién creada parroquia de Fuencalderas permaneció en la diócesis de Huesca hasta 1955, en que pasa definitivamente a la diócesis de Jaca. La diócesis de Jaca pasa a ser sufragánea de la recién creada archidiócesis de Pamplona en 1956.

## Patrimonio
El casco urbano actual tiene su origen en el siglo XIV. Sus características son su diseño interior, basado en una sucesión de pequeñas plazas ("plazetas") y la construcción de las casas, que aún conservan en perfecto estado su antigua fisonomía.
La actual iglesia parroquial de Nuestra Señora de la Esperanza fue construida sobre los restos de otra anterior. Del anterior edificio quedan dos capillas situadas a los pies y la torre, probablemente del siglo XIV. Presenta una mezcla de estilos debido al tiempo transcurrido en su construcción, aunque en conjunto podría situarse en el siglo XVI. La nave está construida en sillares escuadrados, es de planta rectangular y de nave única, completándose con cinco capillas laterales. Las cubiertas, en bóveda de cañón con lunetos, sería del siglo XVIII. Su torre alberga tres campanas y el reloj público.
A 10 km del núcleo urbano, en lo que se supone son restos de la iglesia del antiguo poblado de Liso, se sitúa la ermita de San Miguel de Liso. Esta ermita conserva, separado del cuerpo del edificio, un ábside románico del siglo XII ("castillazo").  En el siglo XVII, habiendo desaparecido el antiguo poblado, se reconstruyó como iglesia románica de influencia jaquesa, incorporando importantes elementos arquitectónicos de la iglesia anterior (capiteles, ejedrezados, estelas funerarias, un crismón aragonés, etc.). Junto a la ermita existen los restos de un torreón defensivo más antiguo. También anexa, se encuentra la llamada casa del ermitaño construida con los sillares de la antigua iglesia y que hoy es mantenida y utilizada por la Cofradía de San Miguel de Liso de Fuencalderas.

## Fiestas y tradiciones
Las fiestas locales oficiales son el 29 de septiembre y el 18 de diciembre.
- 29 de septiembre, San Miguel, patrón de la población, celebrándose el domingo de Pentecostés una romería a la ermita de San Miguel de Liso (hasta 1971 se celebró la romería el 8 de mayo, fecha en la que se conmemora la "Aparición de San Miguel").

- 18 de diciembre, Virgen de la Esperanza.[15]

- 19 de enero, víspera de San Sebastián, se practicaba la costumbre de encender hogueras.[31]

## Idiomas
Castellano (español)
El Anteproyecto de la Ley de Lenguas de Aragón del Gobierno de Aragón reconoce a Fuencalderas como uno de los municipios que pueden ser declarados zonas de utilización predominante de su respectiva lengua o modalidad lingüística propia o zonas de utilización predominante del aragonés normalizado.

## Patrón
San Miguel Arcángel.

## Platos típicos
Las migas de pastor, el cordero a la pastora, setas y caza (jabalí y ciervo).

## Actividades e instalaciones culturales y deportivas
El término municipal dispone de caminos que permiten que junto la variedad de su orografía lo hacen ideal para la práctica del senderismo y de la BTT. Fuencalderas está atravesado por el GR-1 (camino de gran recorrido que atraviesa la península ibérica desde Ampurias, en la Costa Brava, a Finisterre, en Galicia),  dispone de un medio natural variado y de un antiguo patrimonio arquitectónico.  Se han publicado guías excursionistas del monte de Fuencalderas.  Además de los accidentes geomorfológicos de su término, desde Fuencalderas se puede acceder por caminos a la cima de la sierra de Santo Domingo, al nacimiento del río Arba de Biel, al antiguo pueblo de Salinas (915 m) y a la localidad de San Felices. Hay numerosas posibles rutas en BTT, como, por ejemplo, la que transcurre por El Frago, Fuencalderas y Biel o por Murillo de Gállego, Agüero, Fuencalderas, pueblo antiguo de Salinas y Villalangua.
El pueblo dispone de frontón.
Fuencalderas disfruta de una actividad asociativa importante, teniendo en cuenta el reducido tamaño de la población, con una larga tradición. La Cofradía de San Miguel de Liso de Fuencalderas, que en 2011 contaba con casi 400 asociados, aparece ya documentada en 1766. En abril del año 2000 se convirtió en una Asociación Cultural inscrita en el registro de la Dirección General de la Diputación General de Aragón. En el boletín periódico Liso-Fuencalderas, que lleva editando de forma ininterrumpida desde mayo de 1971, se recogen historia, tradiciones, naturaleza, noticias, etc. relativas al pueblo y a la propia cofradía.

## Alojamiento
Dispone de una casa rural, casa rural o caxico (que anteriormente fue el albergue municipal "Ernesto Navarro").

## Museos y exposiciones
Existe el proyecto de instalación del Museo de Interpretación de la Escuela Rural dentro del programa Territorio Museo del Prepirineo, un programa Leader II en la zona del Prepirineo-Altas Cinco Villas.

## Comunicaciones
El acceso principal es por la carretera A-1202 de Ayerbe a Sádaba, aunque también se puede acceder a Fuencalderas desde la localidad de El Frago a través del camino forestal PR-23 y desde Agüero a través de una pista que parte de San Felices.
Los itinerarios para acceder por carretera son:
- Desde Huesca:  A-132 hasta Ayerbe, tomar A-1202 dirección Sádaba. Total:  55 km.
- Desde Ejea de los Caballeros:  A-125 dirección Ayerbe, pasado Erla tomar A-1103 dirección El Frago y Biel hasta A-1202, A-1202 dirección Biel y Ayerbe. Total:  58 km.
- Desde Jaca:  N-240 dirección Pamplona hasta Puente la Reina, tomar A-132 hasta Ayerbe. Resto como itinerario desde Ayerbe. Total:  92 km.
- Desde Zaragoza:  A-23 dirección Huesca, salir en Zuera y tomar A-124 por sierra de Luna hasta cruce con la A-125. Resto como itinerario desde Ejea de los Caballeros. Total: 100 km.
- Desde Tudela:  N-125 y A-125 hacia Ejea y Ayerbe. Resto como itinerario desde Ejea de los Caballeros. Total:  102 km.
- Desde Pamplona:  A-15, A-21/N-240 dirección Jaca hasta Puente la Reina. Resto como itinerario desde Jaca. Total:  160 km.
- Desde Lérida:  A-22/N-240 hasta Huesca. Resto como itinerario desde Huesca. Total:  177 km.
- Desde Pau (Francia):  N-134 (E7) hacia Túnel del Somport, N-330/A-23 (E7) hasta Jaca. Resto como itinerario desde Jaca. Total:  202 km
- Desde Barcelona:  A2 o AP2 hasta Lérida. Resto como itinerario desde Lérida. Total:  337 km.
- Desde Madrid:  A2 hasta Zaragoza. Resto como itinerario desde Zaragoza. Total:  451 km.

Un autobús de línea lo comunica con Zaragoza.
- Aeropuertos más cercanos: Huesca, Zaragoza y Pamplona.
- Estación de ferrocarril más cercana: Ayerbe.
- Estación de tren de alta velocidad más cercana: Huesca.
- Puertos marítimos más cercanos: Pasajes (255 km) y Tarragona (292 km).

## Proyección exterior
El pabellón de la provincia de Zaragoza en la Exposición Internacional de Zaragoza de 2008 dedicó el día 13 de agosto de 2008 a Biel y Fuencalderas.

## Cartografía
Mapa Topográfico Nacional 1:25.000:  hojas 0208-2 (Longás), 0208-4 (Biel) y 0209-3 (Agüero). IGN

## Personas notables
Damián Iguacén Borau (Fuencalderas, 12 de febrero de 1916 - Huesca, 24 de noviembre de 2020) fue un sacerdote y obispo español que se desempeñó como obispo de la diócesis de San Cristóbal de La Laguna (también llamada diócesis Nivariense o diócesis de Tenerife) Con sus 104 años, fue el obispo más anciano de España y, en general, de toda la Iglesia católica.
José Arbués Possat (Fuencalderas, Zaragoza, 1934 - Cerdañola del Vallés, Barcelona, 2000). Ingeniero químico. Fue autor de Fuencalderas en mi recuerdo (1980), Por la Galliguera (1995), Del Alto Aragón a la Pampa (2006), Tradiciones, costumbres y lengua en Fuencalderas (Cinco Villas, Zaragoza) (Xordica, 2012) y el libro en aragonés «Historietas d'un lugar d'as Cinco Villas» (Xordica, 2014). Publicó artículos sobre la historia, las costumbres y la lengua aragonesa en las revistas Suessetania, Treballos d'Alacay y Liso-Fuencalderas.

## Libros recomendados
- "Fuencalderas" de Damián Iguacen Borau. 1979. Zaragoza.
- "Fuencalderas en mi recuerdo" de José Arbués Possat. 1980. Gerona.
- "Guía de Excursiones por el Monte de Fuencalderas" de José Arbués Possat. 2002. Editado por Asociación de Vecinos "Liso" en colaboración con la Diputación Provincial de Zaragoza y el Ayuntamiento de Fuencalderas.
- "Tradiciones, costumbres y lengua en Fuencalderas (Cinco Villas, Zaragoza)" de José Arbués Possat. 2013. Xordica Editorial. Zaragoza.
- "Historietas d'un lugar d'as Cinco Villas" de José Arbués Possat. Xordica Editorial. Zaragoza. 2015.